# 楊略 (北周)
杨略，傥城兴势（今陕西省洋县东北）人，北周政治人物。杨运的侄子。
杨乾运在南梁为潼南梁二州刺史，萧纪、萧绎争位，兵连不息。杨略建议杨乾运归降西魏，杨乾运令杨略率领二千人镇剑阁。杨略以归顺之功，在西魏、北周官至开府仪同三司、车骑大将军。随军作战有功，周武帝建德末年，封为上庸县伯。